# Museum der Grafschaft Mark

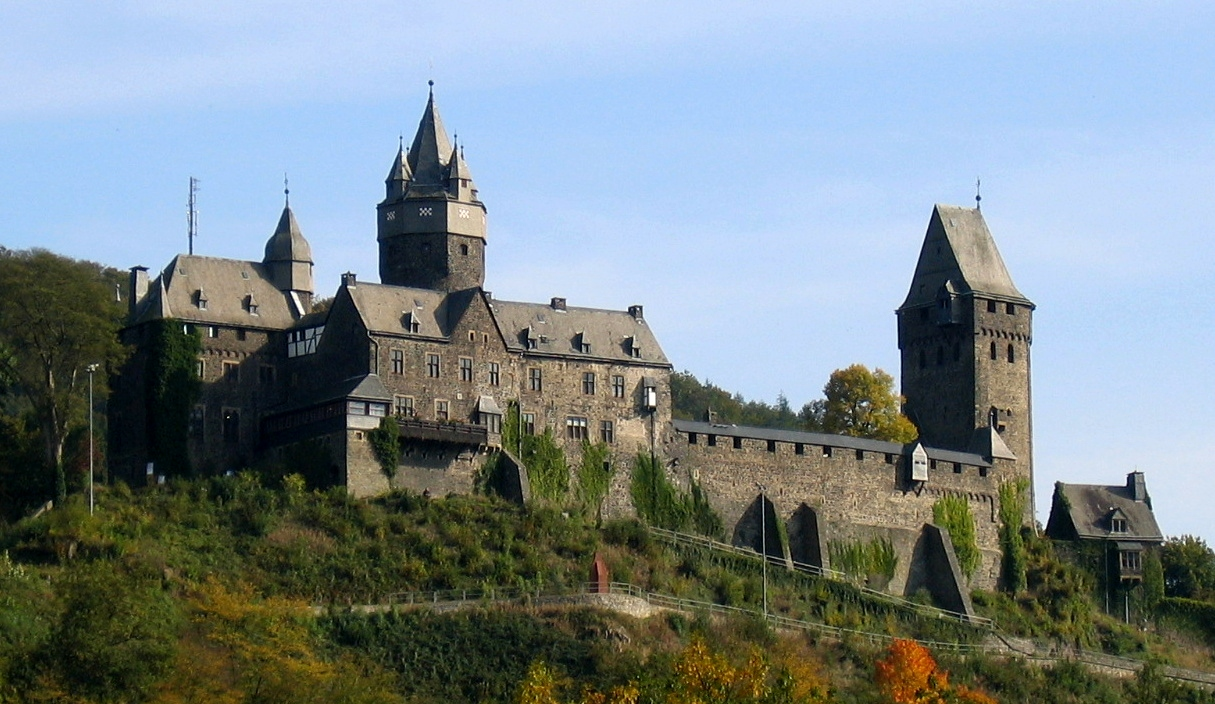
Burg Altena

Das Museum der Grafschaft Mark ist ein 1875 gegründetes regionalgeschichtliches Museum vornehmlich zur Geschichte der Grafschaft Mark. Es verfügt über bedeutende Sammlungen von Exponaten aus dem Mittelalter und der frühen Neuzeit. Viele kulturgeschichtliche Sonderausstellungen greifen auf Leihgaben aus dem Museum zurück. Untergebracht ist es auf der Burg Altena, zusammen mit dem Museum Weltjugendherberge bildet es die Museen Burg Altena.

## Geschichte
Das Museum der Grafschaft Mark wurde 1875 als Museum für die Orts- und Heimatkunde im Süderlande gegründet. Es ist damit eines der ältesten regionalgeschichtlichen Museen in Westfalen. Im Jahr 1879 wurde es in einem Museumsneubau in Altena untergebracht.
Nachdem die Burg Altena zwischen 1906 und 1915 als idealisierte mittelalterliche Burg wieder errichtet worden war, wurde 1916 das Museum der Grafschaft Mark in der Burg eingerichtet. Um die deutlich gewachsene Ausstellungsfläche zu füllen, wurde die Sammlung stark erweitert. Die Präsentation erfolgte so, dass die Objekte wirkten, als wenn sie sich an ihrem Ursprungsort befänden. Die architektonische Illusion einer mittelalterlichen Burg wurde so im Inneren fortgesetzt.
Zu den Sammlungsschwerpunkten gehörten anfangs Rüstungen, Waffen, sakrale Kunstwerke, Kunstgewerbe aller Art, Möbel, landwirtschaftliches Gerät sowie Gemälde und andere Abbildungen. Neben den Objekten mit Regionalbezug wurden auch völlig fremde Stücke erworben. In den 1930 bis 1960er Jahren wurden insbesondere Waffen gesammelt. Danach – bis in die 1980er Jahre – waren Keramikobjekte ein Sammlungsschwerpunkt.
Neben der Hauptsammlung bestanden weitere Abteilungen und Sondermuseen. Seit den 1930er Jahren wurde das Geologische Sauerlandmuseum integriert. Hinzu kam eine archäologische Sammlung. In den 1950er Jahren wurde das Museum Weltjugendherberge zur Erinnerung an die Errichtung der ersten Jugendherberge auf der Burg eingerichtet. Ebenfalls auf der Burg befand sich seit 1960 das Deutsche Schmiedemuseum, später umbenannt in Märkisches Schmiedemuseum. Im Jahr 1965 kam das Deutsche Drahtmuseum hinzu. Im Jahr 1984 folgte das Deutsche Wandermuseum und 1988 das Erzgebirgische Heimatmuseum.
Eine Gesamtkonzeption aller Sammlungen existierte nicht. Eine chronologische oder andere nachvollziehbare Ordnung fehlte.
Ab 1996 wurde die Dauerausstellung grundlegend neu konzipiert. Dabei erfolgte eine Konzentration auf die regionalgeschichtliche Komponente. Die Objekte wurden chronologisch und thematisch in einer logischen Reihenfolge angeordnet. Dabei spielt die Wirtschafts-, Sozial- und Kulturgeschichte der Region neben der Geschichte der Grafschaft Mark eine wichtige Rolle. Die Chronologie reicht von der Geologie/Vorgeschichte bis zur Zeitgeschichte. Den Schwerpunkt bilden jedoch das Mittelalter und die Frühe Neuzeit.
Das Deutsche Drahtmuseum wurde an einen anderen Standort verlagert. Sofern es sinnvoll war, wurden die Exponate der anderen Einrichtungen teilweise in das Museum der Grafschaft Mark übernommen. Aufgelöst wurden das Deutsche Wandermuseum und das Erzgebirgische Heimatmuseum. Seither bestehen auf der Burg nur noch das Museum der Grafschaft Mark und das Museum Weltjugendherberge. Die Ausstellung selbst konzentriert sich auf bedeutende Objekte und arbeitet mit Inszenierungen und anderen modernen museologischen Mitteln. Im Jahr 2000 wurde das neu gestaltete Museum eröffnet.
Träger der Museen auf der Burg Altena ist der Märkische Kreis.

## Dauerausstellung

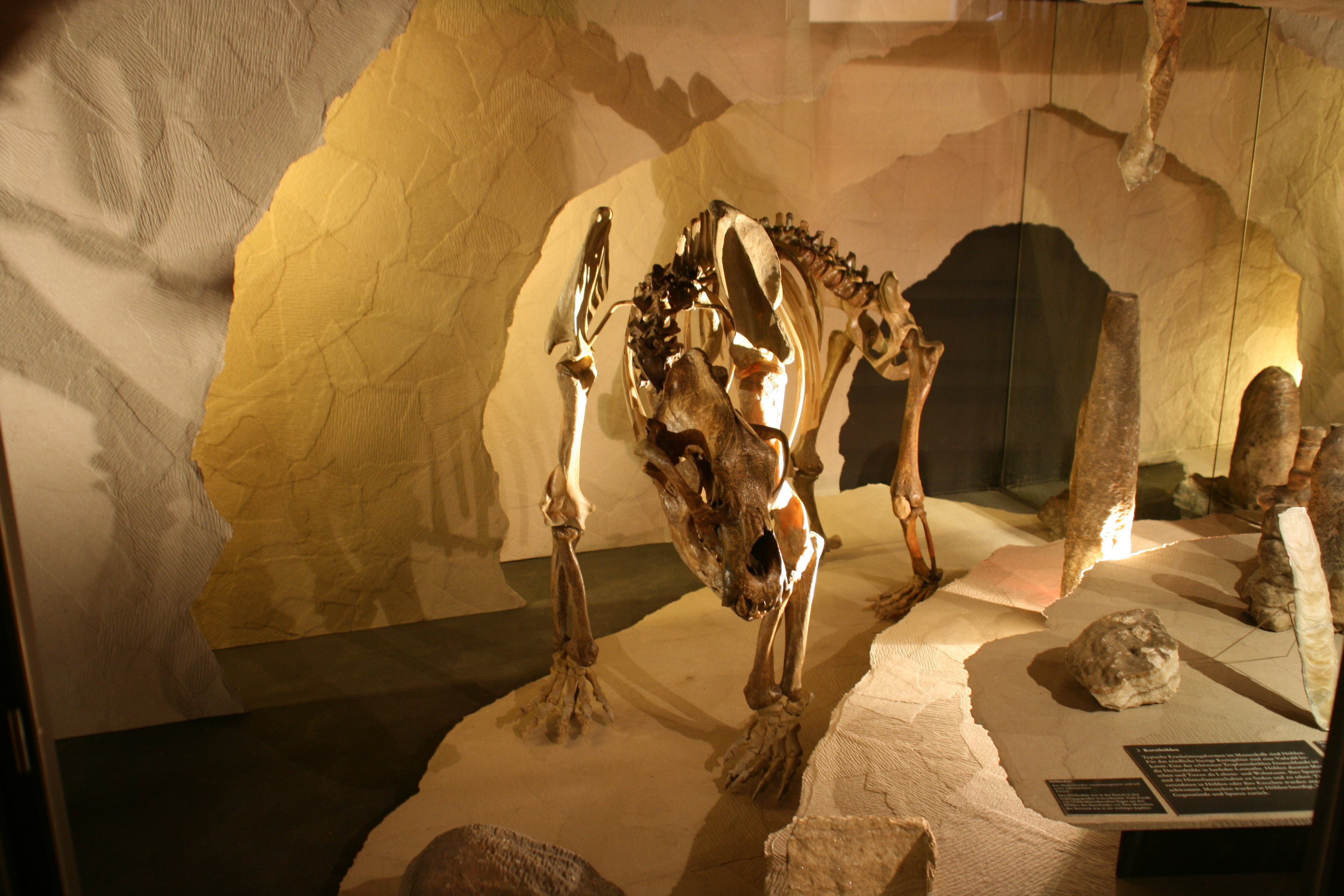
Höhlenbärskelett
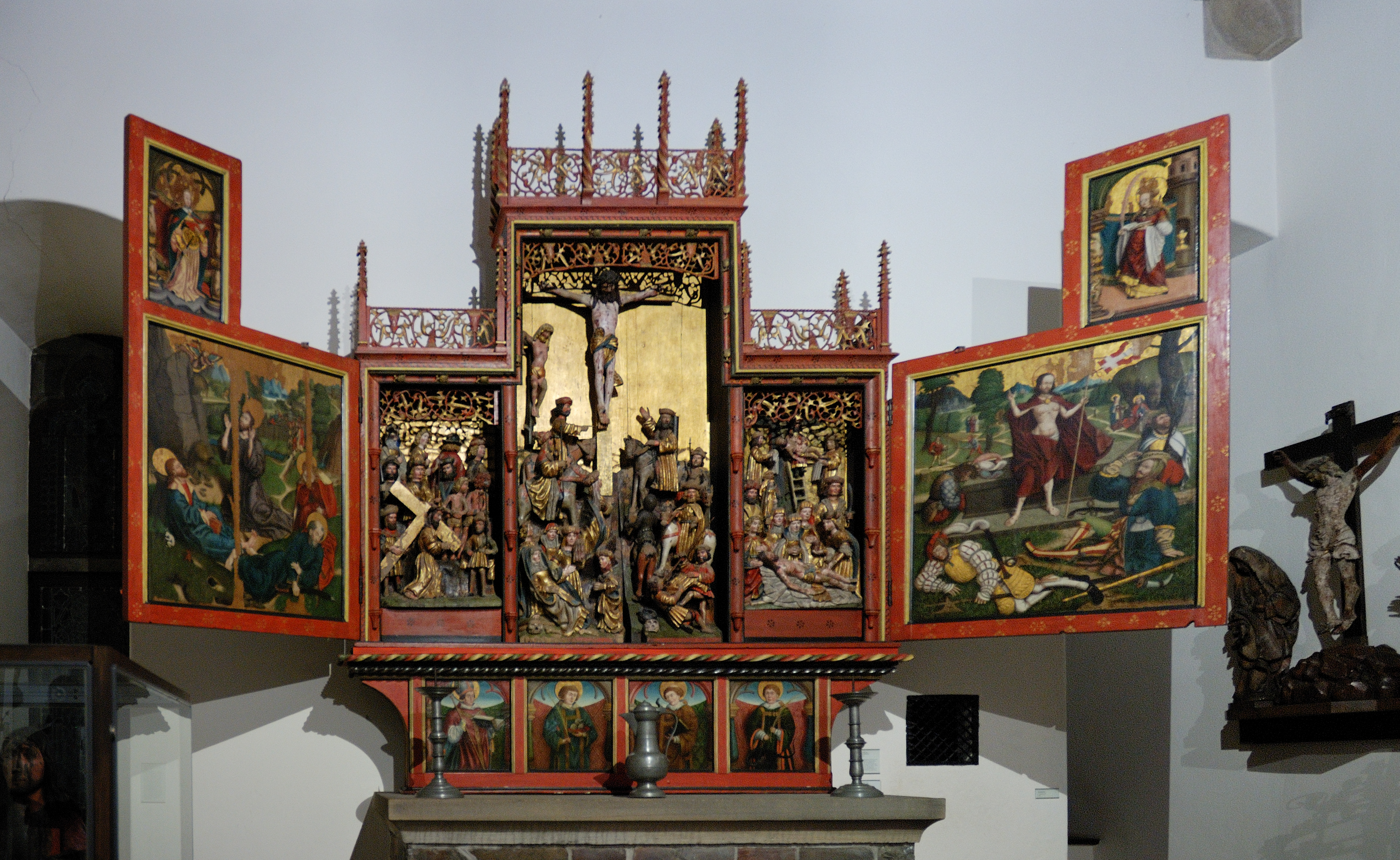
Schnitzaltar in der Burgkapelle (Herscheider Altar)
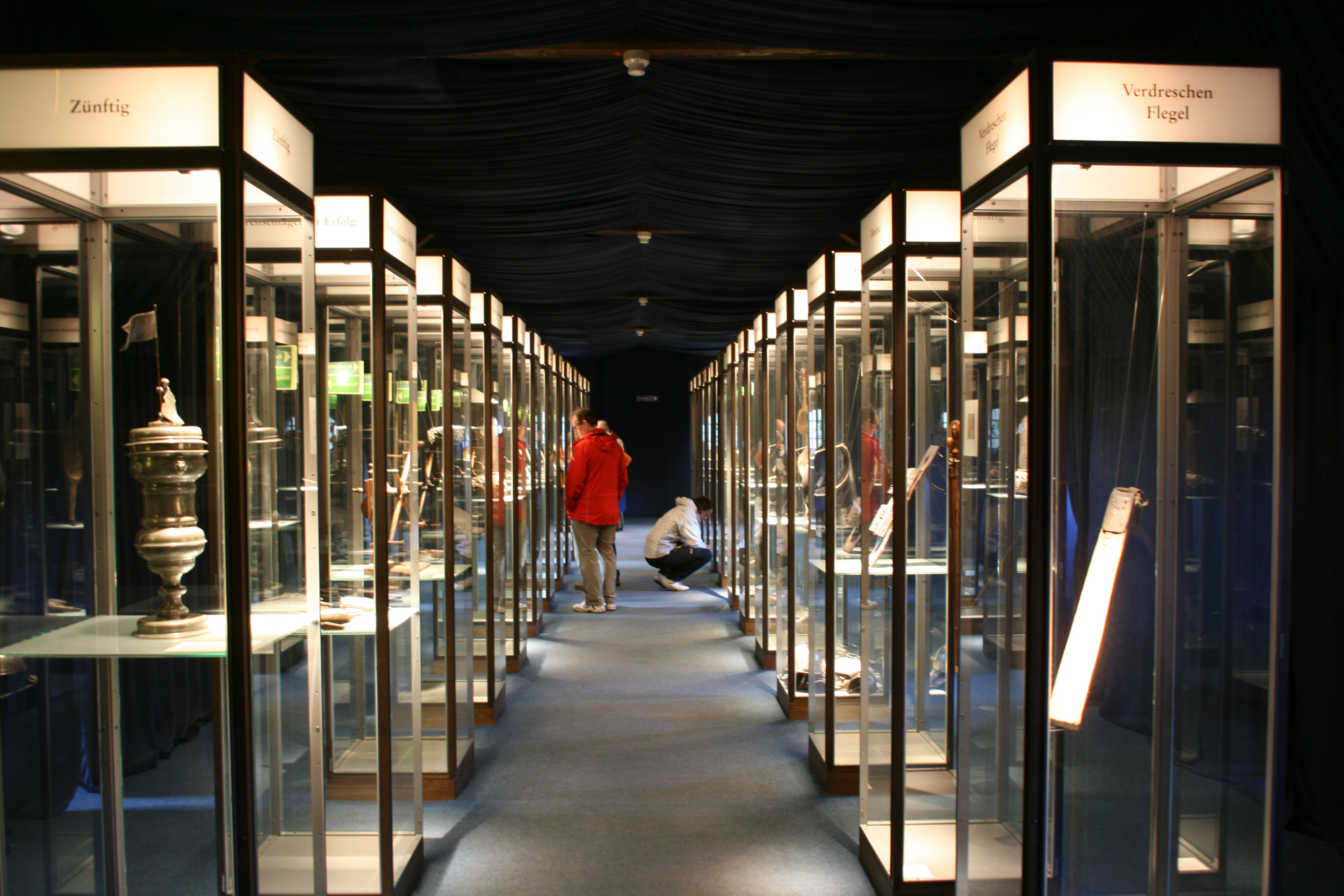
Vitrinen in der Abteilung "In aller Munde"
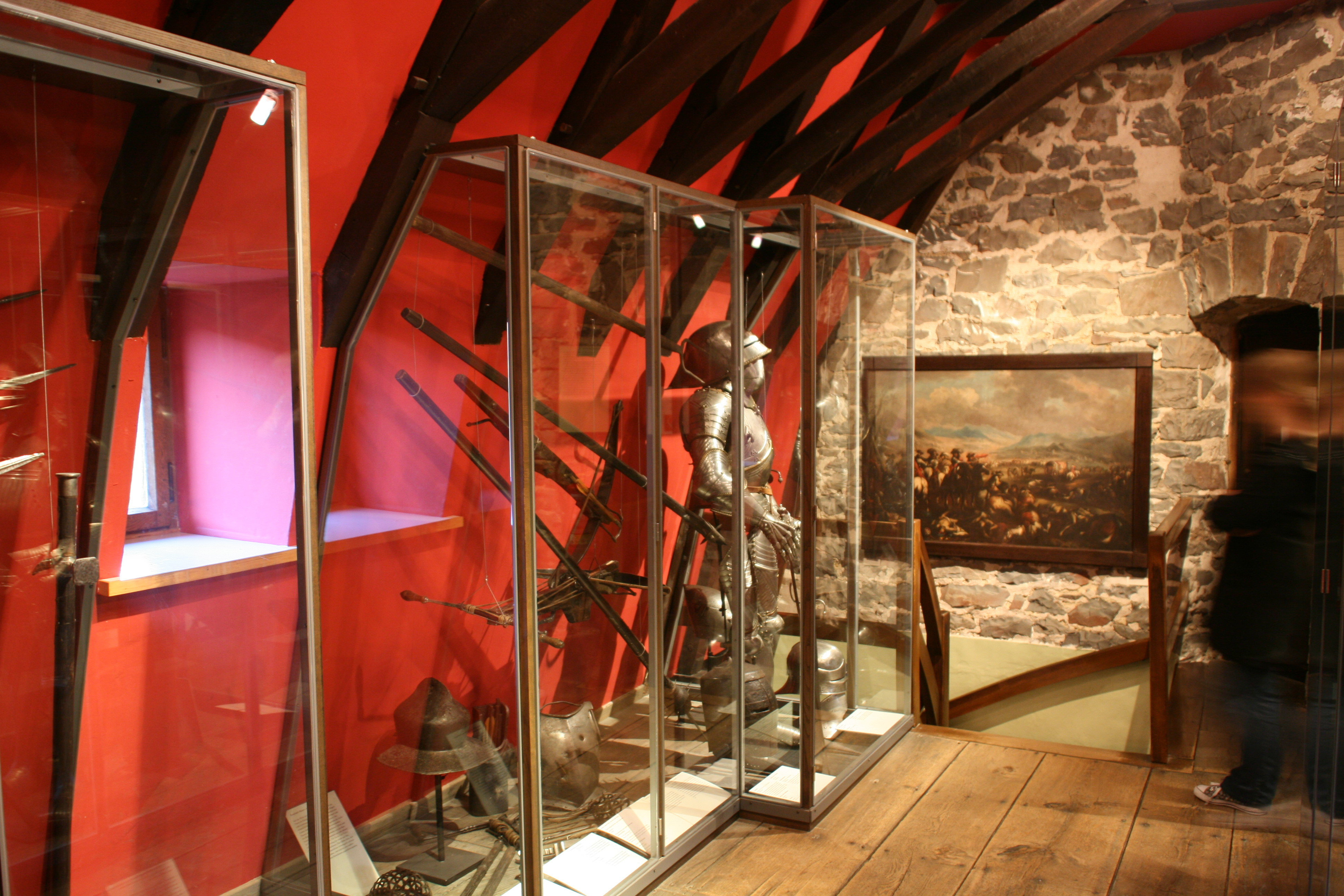
Teile der Kriegswaffensammlung

Die Dauerausstellung beginnt im Kommandantenhaus mit der Geologie und einigen archäologischen Funden. Im Zentrum steht die Inszenierung einer Tropfsteinhöhle mit einem Höhlenbär-Skelett. Im Neuen Palas wird in einem abgedunkelten Raum der Beginn der Grafschaft Mark und die Entstehung der Burg thematisiert. In einem weiteren Raum werden die Landesherren, aber auch Münzen und historische Karten der Region präsentiert. Danach geht es um die Geschichte der Burg und die ihrer Neuerbauung zu Beginn des 20. Jahrhunderts. Unter anderem werden zwei Burgmodelle gezeigt. In einem Mitmachbereich lassen sich unter anderem Ritterrüstungen anziehen. Im Raum „In aller Munde“ wird versucht, bekannte Redewendungen mit verschiedenen Exponaten darzustellen. Im Untergeschoss wird die frühe Eisenverhüttung teilweise mit archäologischen Funden gezeigt.
Im Kapellengebäude sind unter anderem bedeutende sakrale Kunstwerke zu sehen. Darunter sind mehrere bedeutende Altäre aus der Region. In einem weiteren Raum geht es um die Darstellung des adeligen Lebens. Die große Waffensammlung bildet nach wie vor einen Schwerpunkt des Museums. Unterteilt wird diese in Jagd- und Kriegswaffen. Im Kellergeschoss der Burgkapelle wird im Burgverlies das Rechtswesen wie Folter, Hexenverfolgung und Vemegerichte behandelt.
Im langen Gang werden unter anderem Turnierwaffen präsentiert. Es folgen Exponate zum bäuerlichen Leben. Im Pulverturm wird versucht, die für die Region so bedeutende metallindustrielle Tradition mit der Darstellung der Drahtindustrie, dem Schmiedehandwerk und der Zurschaustellung der Iserlohner Tabakdosen zu illustrieren. Eindrucksvoll inszeniert ist die Darstellung von Stadtbränden, wie sie in früheren Zeiten häufig vorkamen.
Im Alten Palas wird in einem Raum versucht, mit unterschiedlichen Exponaten die „Kosten der Industrialisierung“ zu verdeutlichen. In einem Raum, betitelt mit „Abgründen“, geht es um die Zeit des Nationalsozialismus, den Holocaust und den Zweiten Weltkrieg. Unvermittelt geht es in einen Bereich „Dütt und Dat“ mit unterschiedlichsten Objekten über.